# Friedrich von Wieser

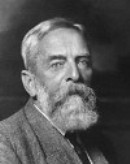
Friedrich von Wieser

Friedrich von Wieser (n. 10 iulie 1851; d. 22 iulie 1926) a fost un economist austriac, fondator al Școlii austriece de economie.